# Фаласкозо (Потенца)
Фаласкозо (итал. Falascoso) је насеље у Италији у округу Потенца, региону Базиликата.
Према процени из 2011. у насељу је живело 80 становника. Насеље се налази на надморској висини од 870 м.